# Rottura prematura delle membrane
Un quarto dei parti (25%) inizia con la rottura prematura delle membrane amniocoriali (anche PROM dall'inglese Premature rupture of membranes) anziché con le contrazioni uterine. 
Una delle cause più frequenti è l'infezione cervico-vaginale propagata per via ascendente. In questo caso, si infetta prima la decidua e successivamente le membrane amniocoriali e la cavità amniotica.
Questo provocherebbe la produzione di citochine proinfiammatorie, con la sintesi di PG (prostaglandine) ed endotelina. Tali sostanze provocano la produzione di enzimi proteolitici, come collagenasi ed elastasi da parte della decidua.
Questi eventi modificano la lunghezza e la consistenza della cervice uterina, che comporta la rottura delle membrane amniocoriali.
Problemi conseguenti alla PROM:
- sepsi materno-fetale
- insorgenza di travaglio pretermine
- possibilità di superinfezioni se altri ceppi batterici si propagano in via ascendente
- difficoltà nel trattamento, poiché gli antibiotici raggiungono concentrazioni basse a livello della cavità amniotica; inoltre è probabile si sviluppi il fenomeno dell'antibiotico-resistenza

Nel caso in cui vi siano segni di infezione in atto (Proteina C-reattiva elevata, iperpiressia, leucocitosi, CTG (cardiotocografia) anomalo) bisogna procedere a parto immediato, con induzione del travaglio.